# Mike Ehrmantraut
Michael Ehrmantraut, detto Mike, è un personaggio immaginario della serie di AMC Breaking Bad e del suo spin-off Better Call Saul. È interpretato da Jonathan Banks e doppiato in italiano da Stefano Mondini.
Come affermato dall'attrice Rhea Seehorn, collega di Banks nel cast principale di Better Call Saul, l'esordio di Mike è dovuto a una coincidenza: inizialmente sarebbe dovuto infatti essere Saul Goodman a occuparsi di Jesse Pinkman nell'ultimo episodio della seconda stagione di Breaking Bad. L'indisponibilità di Bob Odenkirk, impegnato sul set di How I Met Your Mother, per girare quell'episodio spinse perciò gli sceneggiatori a introdurre il personaggio di Mike per quella puntata, diventato poi uno dei più amati dal pubblico e l'interpretazione più popolare dell'allora sessantaduenne Jonathan Banks.

## Caratteristiche

### Personalità
Grazie alla sua esperienza maturata nel corpo di polizia livellata con i suoi lavori illegali, Mike è un uomo che col tempo ha sviluppato una grandissima attenzione e precisione, anche nei dettagli più marginali. Non parla molto, e talvolta usa il sarcasmo e l'ironia in modo contenuto. Anche se non predilige l'omicidio, non ha difficoltà di fronte alla necessità di usare la violenza e anche l'assassinio per gestire le varie situazioni in cui si trova. Il caso più specifico di questo atteggiamento è quando prepara e cerca di concretizzare l'omicidio di Hector Salamanca per proteggere la nuora e la nipote, alle quali è molto affezionato. Mentre si trovava ancora a Philadelphia, ha ucciso per pura vendetta due agenti di polizia corrotti, i quali erano responsabili della morte del figlio Matty.
Alcune delle caratteristiche più evidenti di Mike, sono la lealtà e la correttezza. Il mantenimento della parola data, è per lui un concetto che trascende la moralità o la legge, e ha dimostrato in varie occasioni di rispettare tale principio senza nessuna esitazione, anche con in gioco grosse somme di denaro.
Data la sua precisione, Mike riesce spesso a prevedere le mosse dei suoi avversari, e ha sempre un piano B, nel caso qualcosa dovesse andare storto. In rarissimi casi ha perso la calma: le uniche occasioni in cui sia stato "agitato" sono state soltanto con Gustavo Fring (Mike è sorpreso quando uccide il suo socio con il taglierino) e con Walter White (il quale gli fa perdere la pazienza più volte a causa della sua egomania e delle differenze di vedute, specialmente dopo la morte di Gus).
Ha l'abitudine di alzare il sopracciglio sinistro quando succede o gli viene detto qualcosa di insolito. 
Nello spin-off Better Call Saul, ambientato alcuni anni prima di Breaking Bad, Mike sembra essere leggermente più mite e comprensivo rispetto alla serie madre.

### Aspetto
Mike si presenta come un uomo anziano robusto di media statura. È calvo, ha occhi azzurri e una leggera barba bianca.

## Storia
Mike è un uomo al soldo del trafficante di droga Gustavo Fring. Prima di diventare un criminale, Mike era dapprima nell'esercito (non è chiaro se ha combattuto in Vietnam o in Cambogia), in seguito divenne un agente di polizia del corrotto distretto di Filadelfia, ma la sua vita fu tragicamente segnata dalla morte del figlio Matt, ucciso da poliziotti corrotti, a cui seguì il trasferimento ad Albuquerque. Mike lavora anche come investigatore privato, e i suoi servigi in questo campo sono assai richiesti dall'avvocato Saul Goodman. Ha una nipotina, Kaylee, alla quale è molto affezionato: gran parte dei compensi che riscuote con le sue attività malavitose li riserva a lei.

### Breaking Bad

#### Seconda stagione
Mike appare per la prima volta nell'ultimo episodio della seconda stagione. Dopo la morte di Jane, Jesse telefona disperato a Walt che a sua volta avverte Saul, il quale invia a casa sua proprio Mike: l'uomo, con grande professionalità, ripulisce la casa del ragazzo dell'eroina di cui avevano fatto uso lui e Jane la sera prima, prepara l'ambiente per l'imminente arrivo della polizia in modo tale che la colpa non ricada su Jesse e dice al ragazzo cosa riferire alla polizia. Più tardi accompagna Walter in un quartiere dei bassifondi di Albuquerque dove Jesse era scappato, in preda alla disperazione.

#### Terza stagione
Mike viene incaricato da Saul di mettere in casa di Walter delle cimici: l'avvocato è infatti stato informato dallo stesso Walt che la moglie Skyler lo ha lasciato dopo aver scoperto che produce metanfetamina. Anche se non conosce tutti i dettagli della professione del marito, Skyler, a detta di Saul, potrebbe diventare un problema, e così iniziano a spiarla. Mentre piazza i microfoni, Mike vede arrivare i cugini di Tuco, e così avverte il suo superiore Gus, che li ferma prima che uccidano Walt.
Quando Saul e Mike, ascoltando le registrazioni, vengono a sapere che Walter ha intenzione di andare a vendicarsi di Ted Beneke, il datore di lavoro di Skyler, con cui questa era stata a letto per ripicca nei confronti del marito (Walter stava infatti continuando ad abitare con lei e con i figli, benché fossero separati, contro il consenso di Skyler), Mike si precipita nella sede dell'impresa di Beneke per fermare Walter, e lo porta nell'ufficio di Saul. A questo punto quindi Walter scopre che i due gli avevano messo dei microfoni in casa, e costringe Mike a toglierli. In seguito, Mike riferisce a Gus del morale a terra di Walt e i due discutono della strategia per convincerlo ad accettare l'offerta di Gus per lavorare in un laboratorio di metanfetamina.
Quando i cugini di Tuco tentano di uccidere Hank, Mike si reca in ospedale e avvelena l'unico dei due che era sopravvissuto.
Walter scopre che Mike lavora, oltre che per Saul, anche per Gus, quando discutono delle possibili misure per arginare Jesse, che vuole vendicare la morte dell'amico Combo per mano di due spacciatori dipendenti di Gus. Jesse però si mette nei guai e Walt è costretto a uccidere i due spacciatori. 
Alla fine della stagione, Gus ordina a Mike di trovare Jesse e di ucciderlo a causa delle sue azioni sconsiderate. Mike quindi minaccia Saul per farsi rivelare la destinazione dal ragazzo, ma l'avvocato lo mette su una falsa pista. Più tardi Gus incarica Mike di uccidere anche Walt, ormai non più utile in quanto sarà rimpiazzato da Gale. Walter però convince Mike a lasciargli chiamare Jesse per avere salva la vita, conscio che non sarà così, chiede invece al ragazzo di uccidere Gale: se infatti quest'ultimo muore, gli unici in grado di cucinare metanfetamina di alta qualità per Gus saranno proprio lui e Jesse, e di conseguenza non potrà più eliminarli. 

#### Quarta stagione
Dopo aver tentato inutilmente di salvare Gale, Mike assiste all'omicidio di Victor, lo scagnozzo di Gus, da parte di Gus stesso, in compagnia di Walt e Jesse, e aiuta i due a disfarsi del cadavere. 
Nei successivi episodi Mike subisce un agguato mentre è di guardia a uno dei carichi di metanfetamina di Gus, segno che la guerra contro il cartello messicano è alle porte; il sicario si sbarazza tuttavia dei messicani con facilità, pur perdendo parte dell'orecchio destro a causa di una pallottola.
Mike inizia anche a portare Jesse con sé, che sia lui che Gustavo considerano l'elemento debole della coppia White-Pinkman. Dopo l'ennesimo festino che Jesse organizza con alcuni drogati, Mike preleva il ragazzo da casa sua e gli fa vedere, per un'intera giornata, uno dei principali compiti a cui deve badare un uomo nella sua posizione, e cioè la raccolta del denaro ricavato dallo spaccio di metanfetamina nei varie punti di scambio della rete di distribuzione di Gustavo. Dopo aver girato tutto il New Mexico, verso sera, giunti nell'ultimo punto di raccolta subiscono un agguato, ma Jesse riesce prontamente a salvare sia lui che Mike. Il giorno dopo Mike s'incontra con Gus: l'agguato era stato organizzato da loro con l'intento di smuovere il ragazzo, ormai consumato dal suo stile di vita.
Nelle settimane successive Mike addestra Jesse, insegnandogli i "trucchi" della sua professione; nasce così un buon rapporto maestro-allievo fra i due e il ragazzo comincia ad allontanarsi da Walt e a diventare fedele a Gus. Entrambi fanno da guardie del corpo a Gus durante il fallimentare incontro con un esponente del cartello, volto a fermare le ostilità fra le due organizzazioni.
Mike partecipa infine, sempre con Gus e Jesse, al viaggio in Messico alla villa del boss Don Eladio, dove uccide alcuni membri del cartello sopravvissuti al veleno di Gustavo. Quando i tre, però, escono dalla residenza per scappare via, un membro del cartello spara a Mike ferendolo gravemente. Jesse, dopo aver eliminato il messicano, porta Mike e Gus, il quale aveva ingerito del veleno, in un ospedale da campo fatto allestire precedentemente dallo stesso Gustavo, che aveva previsto che l'incontro con Don Eladio si sarebbe risolto non senza feriti. Qui i medici prendono in custodia Mike, mentre Jesse e Gus, ristabilitosi, tornano ad Albuquerque.

#### Quinta stagione
Dopo aver saputo della morte di Gustavo per mano di Hector Salamanca, Mike intuisce la colpevolezza di Walt e si precipita in New Mexico per fargliela pagare. Quest'ultimo e Jesse riescono però a tranquillizzarlo, visto che al momento il più impellente problema è il recupero del laptop di Gustavo, che contiene le registrazioni del laboratorio di metanfetamina e che è stato archiviato dalla DEA come prova. Mike viene a sapere in quale deposito della polizia si trova il PC e i tre, con l'aiuto di un potente magnete da sfasciacarrozze, gettano nel caos la sala delle prove, distruggendo il portatile.
Mike rifiuta la proposta di Walt di rimettere su l'attività di smercio di droga; successivamente si incontra con Lydia, responsabile della logistica della multinazionale tedesca Madrigal, la quale, in segreto, dirigeva parte della rete di distribuzione di Fring. La donna gli chiede di uccidere gli undici uomini di Gus che erano stati arrestati per paura che potessero confessare, ma Mike rifiuta, sicuro che questi non parleranno. Più tardi però Mike si scontra con un assassino, ingaggiato dalla stessa Lydia per svolgere il compito che aveva rifiutato: il sicario evita agilmente la morte e si dirige a casa di Lydia per eliminarla, ma ricordandosi che lei ha accesso a una fornitura di metilammina, ingrediente fondamentale per la blue meth di Walt, le chiede di procurargliela. Mike ha deciso infatti di tornare in società con Walt dopo che la DEA, che lo sta pesantemente torchiando in quanto ex impiegato di Gus, ha sequestrato i conti offshore che pagavano il silenzio degli uomini di Gus in carcere, compreso il suo patrimonio destinato alla nipotina Kaylee. 
Con l'aiuto di Saul, Mike, Jesse e Walt trovano in una ditta di disinfestazione la copertura perfetta alla produzione di meth; e in seguito Mike sfrutta le sue conoscenze pregresse per gestire la vendita della droga. I rapporti fra Mike e Walter non sono dei migliori, viste le numerose divergenze fra i due sul fatto di dover pagare il silenzio degli uomini di Gus in prigione.
La DEA inizia a tracciare i barili di metilammina che Lydia forniva al gruppo, allora per risolvere il problema Mike, Jesse, Walt e Todd organizzano una rischiosa rapina a un treno merci e riescono a trafugare un'enorme quantità di metilammina. Al termine della rapina Todd però uccide un bambino innocente che aveva assistito alla scena.
Mike continua ad avere la DEA sempre più alle calcagna, che indaga sui suoi rapporti con Gus, e così decide di ritirarsi dal giro, così come Jesse, stufo degli spargimenti di sangue. I due tentano di vendere tutta la metilammina a un boss di Phoenix, ma Walt, che non ha nessuna intenzione di mollare l'attività, nasconde la preziosa sostanza. Quest'ultimo riesce comunque, proponendo un vantaggioso affare al boss, a far ottenere a Mike i soldi pattuiti. 
Prima di ritirarsi definitivamente, Mike si disfa tutti i suoi "attrezzi del mestiere" e dice a Walter che si occuperà lui di pagare gli uomini di Gus in prigione perché tengano la bocca chiusa. L'avvocato che versava il denaro sui loro conti correnti viene però arrestato dalla polizia, che può così finalmente ottenere una confessione per arrestare Mike. Walt lo avvisa appena in tempo: Mike riesce a sfuggire alla polizia ma non riesce a salutare per l'ultima volta la nipote Kaylee. Mike aveva nascosto un borsone pieno di denaro vicino all'aeroporto, per un'eventuale fuga. Walter si propone di recuperarlo, ma quando i due si incontrano, Walt gli chiede in cambio la lista dei nomi degli uomini di Gus: al "no" di Mike, che accusa l'ex professore di essere la vera causa di tutti i loro guai, Walter si infuria e gli spara, pentendosi subito dopo e cercando di scusarsi. Mike, in fin di vita, gli ordina di stare zitto e di farlo morire in pace, poco prima di lasciarsi cadere a terra senza vita. Walter non dice nulla dell'accaduto a Jesse, visti i buoni rapporti che aveva con Mike, e, assieme a Todd, scioglie nell'acido il cadavere.

### Better Call Saul

#### Passato e prima stagione
Mike ricompare nuovamente nello spin-off dedicato a Saul Goodman, dove viene anche mostrato il suo passato.
Mike era un abile poliziotto veterano di Filadelfia, tanto che il figlio Matty, volendo emulare il padre, decise anch'egli di entrare in polizia nel suo stesso distretto. Un giorno Matty scoprì che alcuni colleghi erano corrotti e decise subito di riferirlo al padre, ma questi non solo gli riferì che in quel distretto tutti erano corrotti, ma che persino lui stesso lo era, causando la delusione del figlio che l'aveva sempre considerato un poliziotto esemplare e un eroe. Inoltre, gli chiese di stare anche lui al gioco, poiché se gli altri avessero creduto di non potersi fidare di lui avrebbero potuto eliminarlo. Matty seguì il consiglio del padre, ma i colleghi decisero comunque di ucciderlo, insabbiando il suo omicidio in modo che non venissero mai scoperti. Tuttavia Mike capì subito la loro colpevolezza e qualche mese dopo entrò nel bar frequentato dai suoi colleghi e fingendosi ubriaco si rivolse a loro dicendogli di sapere la verità. Vistisi scoperti, i due attesero Mike fuori dal bar con la volante offrendogli un passaggio a casa, credendolo ubriaco e disarmato, portandolo invece in una zona buia e deserta per giustiziarlo. Con loro sorpresa si ritrovarono con Mike che, oltre a essere del tutto sobrio, puntò loro addosso una pistola (che egli aveva precedentemente nascosto nel sedile della loro volante), freddandoli entrambi. Il giorno dopo, Mike si trasferì ad Albuquerque.
In Nuovo Messico, dove la nuora Stacey si è trasferita con la nipote Kaylee, inizia a lavorare come casellante nel parcheggio del tribunale pubblico dove lavora Jimmy McGill. Con la sua esperienza collabora in più di un'occasione fornendo a Jimmy validi consigli e aiuti: grazie a lui l'avvocato riuscirà a scovare i coniugi colpevoli di appropriazione indebita che si erano nascosti nei boschi vicino a casa loro, e in seguito ruberà il loro denaro permettendo a Jimmy di ricattarli per convincerli ad accettare il patteggiamento. Jimmy ricambia il favore quando Mike viene interrogato da alcuni detective di Philadelphia che investigavano gli omicidi di Matt e dei suoi colleghi: grazie al suo aiuto Mike prende il taccuino con gli appunti del caso, scoprendo che erano stati chiamati da Stacey. Mike racconta alla nuora la verità e questa evita di parlare ai poliziotti, chiudendo definitivamente il caso.
In seguito, grazie alle conoscenze malavitose di un suo amico veterinario, inizia a fare da bodyguard per Pryce, un novello criminale che vende pillole a Nacho Varga, uomo di Tuco.

#### Seconda stagione
Mike chiude i rapporti con Pryce dopo che questo compra un vistosissimo fuoristrada che a suo dire attirerebbe troppa attenzione. Dopo che viene a sapere che Pryce è stato derubato, si offre di indagare come investigatore piuttosto che lasciare che sia la polizia a farlo: Mike ha infatti intuito che i poliziotti hanno scoperto qualcosa di sospetto a casa di Pryce e vogliono fare chiarezza. Mike individua subito Nacho come responsabile del furto e riesce a far restituire la refurtiva dietro lauto pagamento. Infine, grazie a Jimmy che racconta ai poliziotti una storia assurda su Pryce, il caso viene chiuso. 
Mike viene contattato da Nacho tramite il veterinario Caldera: il messicano gli commissiona l'omicidio di Tuco perché lo ritiene troppo pericoloso dato che è tornato a fare uso di droga. Mike rifiuta, dicendo che ciò attirerebbe troppe attenzioni da parte del cartello, perciò farà in modo che vada in galera a lungo. Mike irrita Tuco urtando la sua macchina e rifiutandosi di pagare, e Tuco lo pesta venendo colto in flagrante dalla polizia.
Mike viene avvicinato da Hector Salamanca, che gli offre del denaro affinché si prenda la responsabilità del possesso della pistola di Tuco, in modo che quest'ultimo abbia una condanna minore. Mike rifiuta e in breve tempo lui e la propria famiglia vengono minacciati dagli uomini di Hector e dai due cugini Salamanca. Alla fine è costretto ad accettare, riuscendo però a farsi pagare ben 50.000 dollari, che divide con Nacho per non aver portato a termine il proprio compito.
Risentito nei confronti di Hector a causa delle minacce ricevute, Mike medita vendetta e comincia a spiare i movimenti del messicano, scoprendo molti dettagli sul trasporto di droga e denaro tra il Messico e gli Stati Uniti. Grazie a queste informazioni, mette a segno un grande colpo: tende un'imboscata al camion di Hector e ruba 250.000 dollari nascosti negli pneumatici. Nacho intuisce la sua colpevolezza, avendo lasciato vivo l'autista del camion, ma si preoccupa solo di non finire nei guai. 
Dopo aver scoperto che Hector ha ucciso l'uomo che aveva soccorso l'autista dopo la rapina, Mike decide di uccidere Hector. Compra un fucile da cecchino e segue i Salamanca nel deserto: mentre si prepara a sparare, sente in lontananza il clacson della sua auto. Tornato all'auto, scopre che qualcuno ha manomesso il clacson e ha lasciato un foglietto con scritto "DON'T", intimandogli di non proseguire nel suo intento.

#### Terza stagione
Mike scopre che le sue mosse sono state seguite da Gus Fring, il proprietario della catena di ristoranti Los Pollos Hermanos, che fa parte della catena di traffico di droga del cartello. Gus incontra Mike e spiega che non vuole che Hector sia morto finché Gus non decide che è il momento giusto. Incoraggia Mike a continuare a interrompere il traffico di droga di Hector e tenta di pagarlo, ma Mike non accetta i soldi. Chiede aiuto per riciclare i $ 250.000 che ha rubato e Gus obbliga facendo in modo che Madrigal Electromotive, la società madre di Los Pollos e un partecipante alle sue attività sulla droga, assuma Mike come consulente per la sicurezza a contratto e gli paghi le spese di consulenza mensili. Mike si unisce a Stacey durante le sessioni di terapia di gruppo per aiutarla a superare la morte di Matt.

#### Quarta stagione
Mike lascia il lavoro al parcheggio e conduce una vera e propria consulenza sulla sicurezza alla Madrigal. Lydia Rodarte-Quayle lo informa che il contratto di consulenza doveva essere una transazione cartacea, ma Mike sostiene che le sue ispezioni forniscono una copertura plausibile se qualcuno mette in dubbio i pagamenti. Quando Lydia si lamenta con Gus, lui approva tacitamente le azioni di Mike. Durante le sessioni di terapia di gruppo, Mike affronta un altro partecipante sulle sue bugie, il che provoca una spaccatura temporanea tra Stacey e Mike.
Il conflitto tra i Salamanca e l'organizzazione di Gus porta Hector Salamanca a subire un ictus che lo costringe alla più totale inabilità fisica e Gus paga discretamente per la sua guarigione al punto in cui recupera le sue facoltà mentali e può muovere l'indice destro. Gus avvia la costruzione di un laboratorio di metanfetamina sotto una lavanderia industriale, che fa parte di un piano per porre fine alla sua dipendenza dal cartello della cocaina contrabbandata dal Messico. Mike fa in modo che gli ingegneri strutturali visitino e valutino segretamente il sito mentre Gus osserva silenziosamente. Gus seleziona un team dalla Germania capitanato da Werner Ziegler per supervisionare la costruzione del laboratorio e Mike organizza un alloggio per Werner e i suoi uomini durante il progetto lungo mesi. La durata dei lavori e il totale isolamento dal mondo esterno si rivela logorante per gli operai, tanto che Mike richiede di tenerli sotto controllo 24 ore su 24. Mike fa amicizia con Werner e cerca di graziarlo da Gus quando, alticcio, si vanta inavvertitamente ad alcuni uomini con dettagli della costruzione del laboratorio in un bar locale. 
Logorato e caduto in depressione, Werner scappa con la nostalgia di casa, con l'intenzione di incontrare sua moglie in una vicina spa. Mike raggiunge Werner che, inavvertitamente, ha rivelato l'esistenza di un progetto segreto al nipote di Hector, Lalo Salamanca, arrivato per assumere la gestione del business della droga di Salamanca. Gus ordina la morte di Werner e si offre di mandare qualcuno a farlo, ma sarà Mike a giustiziarlo personalmente.

#### Quinta stagione
La morte di Werner costringe Gus a fermare la costruzione del laboratorio. Mike reagisce con disgusto all'apparente mancanza di compassione di Gus per Werner e rifiuta l'offerta di Gus di continuare a pagarlo durante il ritardo. Mike continua a sentirsi in colpa per la morte di Werner e si dà all'alcool. Si aliena inoltre dalla sua famiglia quando perde la pazienza con Kaylee, il che porta Stacey a chiedere a Mike di mantenere le distanze.
Dopo una notte di bevute, Mike s'incammina in una zona malfamata, dove viene puntualmente assalito da una banda di strada. Quando il leader della banda lo colpisce, Mike gli rompe il braccio prima di allontanarsi. Pochi giorni dopo, Mike passa di proposito nella stessa zona, dove questa volta viene pugnalato dai membri della banda, situazione che aveva cercato per punirsi per la morte di Werner. Si sveglia in un ranch in Messico, dove le sue ferite sono state curate dal dottor Barry Goodman per ordine di Gus. Il cileno chiede il suo aiuto contro i Salamanca, affermando che Mike può capire il bisogno di vendetta. 
Mike fa in modo che la polizia persegua Lalo per l'omicidio di Fred, l'impiegato dell'agenzia di money transfer, conducendo segretamente gli agenti a identificare l'auto del messicano e provocandone l'arresto. Gus vuole che Lalo venga rilasciato, quindi Mike fornisce a Jimmy i dettagli sul lavoro che ha svolto per far indagare su Lalo. Jimmy usa le informazioni per accusare la polizia di manomissione di testimoni, permettendogli di ottenere il rilascio di Lalo su cauzione. Mike trascorre del tempo con Kaylee e dice a Stacey che ha superato i recenti eventi che lo hanno fatto arrabbiare.
La cauzione di Lalo è di 7 milioni di dollari. Il trafficante chiede a Jimmy di ritirare di persona la somma da un sito remoto nel deserto. Dopo aver prelevato il denaro, Jimmy viene fermato da diversi uomini armati che prendono i soldi e si preparano a ucciderlo. Mike, che stava segretamente seguendo Jimmy per conto di Gus, interviene da lontano con un fucile di precisione e uccide tutti gli aggressori tranne uno, che scappa in auto. Nella sparatoria, un proiettile fora il serbatoio dell'auto di Mike, quindi prendono l'auto di Jimmy , che pochi km dopo ha un guasto all' alternatore, per cui lui e Mike sono costretti a trasportare i soldi con un lunghissimo viaggio a piedi nel deserto. Si accampano durante la notte e poi riprendono il loro viaggio la mattina successiva. Quando vedono che l'uomo armato sopravvissuto li sta ancora cercando, Jimmy si offre di fare da esca in modo che Mike possa sparare all'uomo a distanza, riuscendo a ucciderlo. Jimmy e Mike riescono finalmente ad arrivare a un distributore di carburante, dove Tyrus e Victor li vanno a prendere. Jimmy versa la cauzione di Lalo e, seguendo gli ordini di Mike, racconta al trafficante che durante il ritorno la sua macchina si è rotta, quindi è dovuto andare a piedi da solo per evitare di rischiare i soldi. Mike aggiorna Gus, che si rende conto che gli uomini armati erano stati assunti da Juan Bolsa, che credeva di proteggere gli affari di Gus tenendo Lalo in prigione.
Lalo intende saldare la cauzione e tornare in Messico. Nacho lo porta nello stesso posto in cui Jimmy ha ricevuto i soldi della cauzione di Lalo in modo che Leonel e Marco possano prenderlo. Invece, Lalo cerca l'auto di Jimmy. Dopo averla trovata piena di fori di proiettile, intuisce che Jimmy gli ha nascosto qualcosa. Torna quindi ad Albuquerque con Nacho e va a casa di Kim e Jimmy. Mike chiama l'avvocato per avvisarlo dell'imminente arrivo del criminale, ordinandogli di lasciare il telefono acceso e nascosto in modo che Mike possa ascoltarlo. Mentre Mike punta un fucile da cecchino su Lalo da un tetto vicino, il trafficante rivela di aver trovato fori di proiettile nell'auto di Jimmy. Kim, ignara di quello che è successo davvero, dice a Lalo che dei passanti probabilmente hanno sparato all'auto per divertimento e lo rimprovera per non essersi fidato di Jimmy. Lalo appare soddisfatto e se ne va.
Jimmy chiede a Mike perché lo sta proteggendo, ma Mike riattacca. Mike informa Gus che Lalo è in viaggio verso casa sua a Chihuahua e che Nacho è con lui. Gus dice a Mike che ha mandato uomini armati per uccidere Lalo e dice che Nacho potrebbe essere in grado di aiutare. Jimmy va a casa di Mike e chiede di sapere perché Mike lo ha aiutato. Mike dice a Jimmy che Lalo sarà ucciso quella notte. Alla tenuta dei Salamanca, Nacho viene contattato dai sicari di Gus, i quali gli ordinano di aprire una porta secondaria della tenuta a una certa ora della notte, in modo da farli entrare per compiere l'omicidio. Quella notte, Nacho riesce a farli entrare e poi fugge. Tuttavia, l'attentato fallisce e Lalo uccide tutti i sicari di Gus tranne uno, che viene costretto a chiamare il suo contatto e dichiarare falsamente la morte del trafficante. Infuriato, Lalo capisce di essere stato tradito da Nacho e si allontana dalla tenuta in cerca di vendetta.

#### Sesta stagione
Nacho fugge dopo aver aperto il cancello della casa di Lalo in modo che i sicari possano entrare, e Tyrus in seguito lo indirizza in un motel. Nella sua stanza trova una pistola, contanti e un cellulare. Nacho chiama Tyrus, che gli dice di nascondersi finché non sarà sicuro muoversi. Quindi tenta di chiamare Mike, che rifiuta di rispondere. Mentre Nacho rimane nascosto, gli uomini di Mike e Gus entrano nella sua casa e pagano le sue amiche per lasciare la città. Scassinano la cassaforte di Nacho, da cui Mike rimuove i contanti e le false carte d'identità canadesi che Nacho aveva creato per se stesso e suo padre Manuel. 
Victor consegna una cassaforte duplicata, in cui Mike mette i contanti, il documento d'identità falso di Nacho e una busta. Nacho scopre di essere sorvegliato e intuisce che l'osservatore sta facendo rapporto a Gus, deducendo che il cileno lo sta consegnando al cartello. Arriva una squadra di sicari del cartello guidata dai cugini e scoppia uno scontro a fuoco. Nacho scappa con un camion rubato. Mike si scontra con Tyrus e Gus perché vuole guidare una squadra in Messico per trovare Nacho, ma Gus vuole costringere Nacho a rivelarsi tenendo Manuel in ostaggio.
Mike riceve una chiamata da Nacho, che chiede di parlare con Gus. Nacho si offre di arrendersi fintanto che Manuel è protetto. Gus organizza il ritorno clandestino di Nacho negli Stati Uniti. Successivamente, Mike e Nacho esaminano il piano per Nacho di assolvere Gus dalla colpa per la morte di Lalo incolpando falsamente un'altra famiglia di trafficanti. Dopo aver confessato, Nacho tenterà di fuggire in modo che Victor possa ucciderlo, garantendo che la sua morte sarà rapida e che i Salamanca non lo tortureranno. Su accordo di entrambi, Mike malmena Nacho in modo da lasciargli dei lividi che suggeriscano che sia stato catturato. Mentre Mike osserva e controlla la situazione a distanza con un fucile di precisione, Gus, Tyrus e Victor si incontrano con Juan Bolsa, Hector Salamanca e i cugini per consegnare Nacho. 
Nacho afferma di aver organizzato l'uccisione Lalo su commissione di Alvarez, boss criminale a capo del cartello peruviano dei Los Odios. Assolve ulteriormente Gus ammettendo di aver cercato di uccidere Hector, ma che Gus lo ha salvato. Piuttosto che fingere di fuggire ed essere ucciso da Victor, Nacho usa un pezzo di vetro rotto che aveva preso dalla spazzatura di Gus per liberarsi dai lacci che lo tenevano legato, afferra la pistola di Bolsa e prende quest'ultimo in ostaggio. Dopo un momento di attesa e tensione, si uccide sparandosi alla tempia. Mentre Gus e i suoi uomini se ne vanno, i cugini aiutano Hector a offrirgli la soddisfazione di potersi vendicare del tradimento da parte di Nacho, sparandogli ripetutamente sul suo corpo senza vita. Mike ripone il fucile nella custodia e torna sulla strada in modo che Gus, Tyrus e Victor possano venire a recuperarlo.
Mike fa seguire Kim e Jimmy dai suoi uomini. Dopo che Kim si accorge di essere pedinata, Mike va a parlarle, dicendole che coloro che la sorvegliano lavorano per lui e Lalo potrebbe essere ancora vivo. Kim si rende conto che Mike è l'uomo che ha aiutato Jimmy nel deserto. Quando Kim chiede perché ha scelto di parlarle di Lalo piuttosto che a Jimmy, Mike le dice che lei è "fatta di un materiale più resistente". Kim riconosce Mike come l'ex addetto al parcheggio del tribunale e in seguito sceglie di non dire a Jimmy che Lalo potrebbe essere ancora vivo. Mentre Gus continua a preoccuparsi della possibilità che Lalo non sia morto, lui e Mike vanno al sito del laboratorio di metanfetamina pianificato, dove Gus nasconde una pistola su un escavatore.
Dopo che Lalo uccide Howard Hamlin e costringe Kim a guidare a casa di Gus e a sparargli, Mike intercetta Kim, quindi conduce la maggior parte dei suoi uomini all'appartamento dei coniugi. Gus riconosce il tentativo di sparatoria come un diversivo e si reca alla Lavandería Brillànte, dove Lalo gli tiene un'imboscata uccidendo tutti i suoi uomini. Lalo lo costringe a rivelare il sito sotterraneo dove verrà costruito il laboratorio di metanfetamina di Gus. Quest'ultimo, con un espediente, riesce a uccidere Lalo, ma viene ferito a sua volta dallo stesso. Mike in seguito supervisiona la pulizia dell'omicidio di Howard e la messa in scena della sua morte come suicidio, così come la sepoltura del suo corpo e quello di Lalo sotto le fondamenta del laboratorio di metanfetamina. 
Qualche tempo dopo, Mike fa visita al padre di Nacho, Manuel, per informarlo della morte del figlio, senza fornire dettagli. Mike assicura a Manuel che Nacho, nonostante i suoi crimini, non è mai stato come gli uomini per cui ha lavorato e promette giustizia sui Salamanca. Manuel lo respinge, dicendo che questa sarebbe solo vendetta, fino a dipingere Mike solo come un gangster qualsiasi.
Nel 2008, Mike lavora occasionalmente come investigatore privato per Saul mentre lavora ancora a tempo pieno per Gus. Dopo che Saul viene rapito da Walter White e Jesse Pinkman durante il loro tentativo di far rappresentare a Saul Brandon Mayhew ("Badger"), Mike fa un controllo dei precedenti su Walt. Il rapporto di Mike a Saul include il fatto che Walt ha il cancro. Mike descrive Walt come un dilettante e sconsiglia di lavorare con lui, ma Saul, colpito dalla qualità della metanfetamina di Walt, decide di offrirgli i suoi servizi.

### El Camino
Mike appare brevemente in un flashback nella scena di apertura del film El Camino - Il film di Breaking Bad. In una discussione che si svolge poco prima che Mike e Jesse lascino l'attività di metanfetamina di Walt, Jesse chiede a Mike dove andrebbe se potesse ricominciare da capo. Mike dice che se fosse stato più giovane, andrebbe in Alaska, un'idea che Jesse trova allettante. Jesse esprime il desiderio di fare ammenda per il passato illecito, ma Mike avverte che ricominciare da capo lo renderebbe impossibile.

## Accoglienza
Jonathan Banks ha ricevuto una nomination agli Emmy Awards 2013 per la sua performance nella prima parte della quinta stagione di Breaking Bad.

## Filmografia
- Breaking Bad - serie TV, 28 episodi (2009-2012)
- Better Call Saul - serie TV, 61 episodi (2015-2022)
- El Camino - Il film di Breaking Bad (El Camino: A Breaking Bad Movie), regia di Vince Gilligan - film TV (2019)